# Phyllodactylus tuberculosus
La salamanquesa vientre amarillo (Phyllodactylus tuberculosus) es una especie de lagarto que pertenece a la familia Phyllodactylidae. Es nativo del México neotropical, Belice, Guatemala, El Salvador, Honduras, Nicaragua, y Costa Rica, y quizá las islas Galápagos Ecuador.

## Taxonomía
Se reconocen las siguientes subespecies:
- Phyllodactylus tuberculosus ingeri Dixon, 1964
- Phyllodactylus tuberculosus magnus Taylor, 1942
- Phyllodactylus tuberculosus saxatilis Dixon, 1964
- Phyllodactylus tuberculosus tuberculosus Wiegmann, 1834